# Frontin'
Frontin é uma canção do cantor e produtor estadunidense Pharrell Williams, lançada como single para o álbum compilação The Neptunes Present... Clones. A faixa foi produzida pela dupla The Neptunes composta pelo proprio Pharrell juntamente com  Chad Hugo, e conta com a participação do rapper Jay-Z.

## Vídeo da musica
O vídeo da faixa conta com a participação das modelos  Lanisha Cole e Lauren London.

## Lista de faixas
Reino Unido CD single
1. "Frontin'" (Com a participação de Jay-Z) (Radio Edit)
2. "Hot Damn" (Com a participação de Ab Liva)
3. "Popular Thug" (Kelis Com a participação de Nas)
4. "Frontin'" (Vídeo)

## Desempenho nas paradas
| Paradas (2003)                                   | Melhor posição |
| ------------------------------------------------ | -------------- |
| Austrália (ARIA)                                 | 28             |
| Bélgica (Ultratop 50 da Valônia)                 | 33             |
| Bélgica (Ultratip Bubbling Under de Flandres)    | 6              |
| Canadá (RPM)                                     | 15             |
| Dinamarca (Hitlisten)                            | 12             |
| O campo songid é OBRIGATÓRIO PARA PARADA ALEMÃ   | 61             |
| Irlanda (IRMA)                                   | 16             |
| Países Baixos (Single Top 100)                   | 21             |
| Suécia (Sverigetopplistan)                       | 49             |
| Suíça (Schweizer Hitparade)                      | 23             |
| Reino Unido (UK Singles Chart)                   | 6              |
| Estados Unidos Billboard Hot 100                 | 5              |
| Estados Unidos Hot R&B/Hip-Hop Songs (Billboard) | 1              |
| Estados Unidos Mainstream Top 40 (Billboard)     | 29             |